# Euprosopia albifacies
Euprosopia albifacies är en tvåvingeart som först beskrevs av Carl Ludwig Doleschall 1858.  Euprosopia albifacies ingår i släktet Euprosopia och familjen bredmunsflugor. Inga underarter finns listade i Catalogue of Life.